# Franco Gerardini
Franco Gerardini (Giulianova, 18 novembre 1953) è un politico italiano.
Esponente del Partito Comunista Italiano, fu sindaco di Giulianova dal 1981 al 1994.
Nel 1989 si candidò senza successo alle elezioni europee, ricevendo 34.935 preferenze (circoscrizione Italia meridionale).
Dopo lo scioglimento del PCI aderì al Partito Democratico della Sinistra. Approdò alla Camera in occasione delle politiche del 1994, venendo eletto nelle file dei Progressisti nel collegio di Giulianova; fu riconfermato, con il sostegno dell'Ulivo, alle politiche del 1996.
Terminò il mandato di parlamentare nel 2001.